# Ove Malling
Ove Malling (født 10. december 1748 på Taarupgaard ved Viborg, død 17. november 1829 i København) var dansk historiker og gehejmestatsminister.

## Barndom og ungdom
Søn af Peder Pedersen Malling og Charlotte Hylleborg, født Storm og blev født på Taarupgaard ved Viborg. Han blev døbt Taarup Kirke 27. december 1748. Faderen købte 1749 herregården Astrup i Salling, hvis hovedbygning han opførte på ny, mens han forøgede og forbedrede bøndergodset og afløste bøndernes hoveri med en pengeafgift. Ove Malling blev sammen med en ældre broder undervist i hjemmet og gik et par år i Viborg skole. Han blev student 1763 og teologisk kandidat 1766. Faderen sikrede ham få år efter et præstekald (Vistofte), som han dog aldrig tiltrådte. Hans lærde uddannelse var beskeden. Han brugte ikke universitetets vejledning, men læste
i hjemmet, og sine eksaminer tog han med liden hæder. Derimod søgte han med iver at uddanne sig så fyldigt som muligt på egen hånd ved hjælp af faderens righoldige bogsamling og senere som huslærer hos hofjunker Holger Sehested på Jungetgård, ligeledes i Salling. Faderen måtte ved denne tid opgive sin ejendom og tage embede som borgmester i Viborg.
Malling følte sig især åndsbeslægtet med de litterære bestræbelser, som dengang udgik fra Sorø med Jens Schelderup Sneedorff som hovedmand. Han lagde sig efter modersmålets behandling i bunden og ubunden stil samt med de historiske videnskaber. En sproglærer fra Strasbourg, der havde ført et omflakkende liv, og som hans fader havde udløst fra militærtjenesten, havde tidligt vakt hans interesse for de store verdensbegivenheder, og på de gamle jyske herregårde, der bevarede minder om en række adelsslægter, såvel som i det minderige Viborg var hans sans for fædrelandets historie blevet rigt udviklet. Da han endelig som hovmester for Holger Sehesteds sønner fik varigt ophold i hovedstaden, lagde han sig derfor med iver efter historiske studier, mens han samtidig deltog i sine elevers juridiske øvelser, særlig under Jacob Edvard Colbjørnsens vejledning. Han kom nu også i forbindelse med de litterære kredse, hvis arbejder han tidlig havde følt sig tiltalt af, og hvis formående midtpunkt efter Sneedorffs død Ove Høegh-Guldberg var blevet. Det blev hans kæreste tanke engang selv at blive knyttet til akademiet i Sorø. "Selskabet for de skjønne Videnskaber" optog et par oder af ham i sine Forsøg (1774), og i begyndelsen af 1776 opførtes et syngespil af ham, Belsor i Hytten, der udmærkede sig ved sin lette dialog og sit rene sprog, men i øvrigt ingen lykke gjorde.

## VærketStore og gode Handlinger af Danske, Norske og Holstenere
Guldberg havde imidlertid særlig fæstet sin opmærksomhed på Mallings beskæftigelse med fædrelandets historie. I forordningen om de latinske Skoler (af 11. maj 1775) nævntes blandt lærebøger, som skulle bruges, ved siden af Guldbergs Verdenshistorie "en Samling af berømmelige og gode Danskes, Norskes og Holsteneres Handlinger, hvilken skal besørges udgiven"; denne bog blev det overdraget Malling at skrive. Han fik en kongelig understøttelse for at vinde tid til at indsamle sit store stof, og han måtte om sommeren følge med hoffet til Fredensborg, hvor han da levede sammen med Christian Frederik Jacobi, Benjamin Georg Sporon og andre skønånder. Således fremkom den navnkundige bog Store og gode Handlinger af Danske, Norske og Holstenere (1777), mange senere udgaver (senest i 1992) og oversat til engelsk, tysk og fransk. Planen, der var givet ham udefra, ordnede de historiske minder om personer og deres handlinger, disse igen efter deres moralske karakter: Menneskekærlighed, kærlighed til fædrelandet, sindighed og så videre. Han slutter med en oversigt over de to rigers historie under titelen: "Store Fortjenester af Staten". Fremstillingen tilhører helt igennem forfatteren: "Hvad Fortællingerne selv angaar," hedder det i fortalen, "da har jeg for dem intet Mønster valgt; jeg har søgt at fremsætte enhver især saaledes, som jeg omtrent mundtligen vilde have fortalt dem for Folk af forskjellig Alder, naar jeg ønskede, at den unge skulde fatte, hvad jeg vilde sige, og den gamle ikke blive kjed af at høre til." Derved opnåede Malling den jævne og levende stil, der gjorde hans bog til en folkebog for to menneskealdre. Få andre har som den bidraget til at vække fædrelandskærlighed og sprede kundskab om det danske folks historie i vide kredse.

## Karriere
Det historiske værk banede Malling vej til et ret anseligt embede. 27. januar 1777 udnævntes han til "Sekretær og Chef for det vestindisk-guineiske Rente- og Generaltoldkammerkancelli", det vil sige kontorchef i Generaltoldkammerkollegiets sekretariat. Her lærte man snart at sætte pris på hans klare hoved og ualmindelige arbejdsevne, særlig hans lethed i at føre pennen, og der blev i fuldt mål lagt beslag herpå. Allerede 1781 blev han tillige kommitteret i kollegiet (det vil sige deltager i de kollegiale afgørelser, med visse departementschefsforretninger), 1797 deputeret, fra 1801 ældste deputerede, til 1809, da han forlod dette kollegium. Samtidig pålagdes der ham dog en række andre, til dels meget omfattende arbejder.
I maj 1787 fratrådte han som kontorchef for som medlem og sekretær at kunne træde ind i den da nedsatte kommission "til at undersøge adskillige Poster, Handelen, Told- og Finansvæsen angaaende". Denne kommission, der var sammensat af medlemmer af de forskellige kollegier under Heinrich Ernst Schimmelmanns forsæde, skulle forberede en række gennemgribende foranstaltninger, på en måde udfyldende dem, den samtidige store landbokommission var beskæftiget med. Herfra udgik forarbejderne til de vigtige love om en friere korn- og kvæghandel (1788), om oprettelsen af Den dansk-norske Speciesbank (1791), om ekstrapåbudet af 1789, kreditoplagets udvidelse (1793), planen til hovedstadens genopbyggelse efter branden 1795, de vigtige grundsætninger for "et friere handels- og toldsystem", der førte til den epokegørende toldlov af 1797, og ordningen af Københavns fattigstyrelse efter udpræget moderne og humane ideer (1799). I det nye århundrede standsede dette store reformarbejde, og kommissionen blev nu optaget af det bedrøvelige hverv atter og atter at påvise nye indtægtskilder for den hårdt betrængte statskasse.
Malling var ikke blot den, som førte alle disse arbejder i pennen, men han udførte også en hovedpart af de vidtløftige forarbejder, som krævedes for at sætte kommissionen i stand til at give sig i lag med dem. Han blev desuden nødt til at føre adskillige af dem ud i livet. Således blev han valgt ind i bestyrelsen for Speciesbanken og Depositokassen (1791-1804), ligesom han blev 1. direktør for Københavns fattigvæsen (1799-1815). Men ikke nok hermed; hans ualmindelige arbejdsevne blev samtidig taget i beslag både af staten og af medborgere på de forskelligste områder. Fra 1783 valgtes han til præsident for Landhusholdningsselskabet (indtil 1802); 1796-1811 var han medlem af kommissionen til afbetaling af den gæld, som hovedstaden havde pådraget sig som følge af ildebranden; 1801 dannedes efter hans initiativ en kommission for de kvæstede og de faldnes efterladte, hvis midler blev så store, at den vedblev at bestå hans levetid ud; 1804-1816 var han medlem af Karantænedirektionen, der blandt andet udarbejdede en ny karantæneforordning; 1807 blev han medlem af og 1810 præsident for den vigtige kommission til Sjællands og naboøernes proviantering under krigen og så videre.
Ved siden af disse hverv, der alle knyttede sig til statens og samfundets materielle interesser, havde Malling ikke tabt interessen for sin ungdoms sysler, og da han blev ældre søgte han også mere og mere at føre sine forretninger over på dette område. Som præsident i Landhusholdningsselskabet vakte han opmærksomhed ved sin veltalenhed; han kom snart til at føre ordet ved alle festlige lejligheder. Han blev ligeledes et ivrigt medlem af den kommission, som samlede og ordnede "Evangeliskkristelig Salmebog" (1790-1799). 1795 lod han sig overdrage tilsynet med "Kamrenes forenede Arkiv", hvad der gav ham rig
anledning til at lære de den gang sjældent værdsatte skatte i de danske regeringsarkiver at kende. 1803 blev han 1. direktør for "Fødsels- og Opfostringsstiftelsen" og overraskede her sine kaldsfæller blandt lægerne med sine anatomiske kundskaber. Endelig udnævntes han 1805 til medlem af den da oprettede direktion for universitetet og de lærde skoler. Denne sidste stilling samlede fra nu af hans hovedinteresse, mens han efterhånden trak sig ud af sine tidligere forretninger. 1809 forlod han Generaltoldkammeret og modtog samtidig udnævnelse som kongelig historiograf. Som medlem, fra 1810 faktisk, 1817 også formelt 1. medlem, af Universitetsdirektionen udfoldede Malling en ikke ringe virksomhed, særlig for genoprettelsen af Sorø Akademi. Som historiograf afgav han betænkninger om videnskabelige foretagender i fædrelandets historie, og flere sådanne skyldte ham deres virkeliggørelse, således især Vedel Simonsens rejser for at undersøge landets embedsarkiver. Selv beskæftigede han sig i sin fritid stadig med historiske emner, ligesom han i stor udstrækning lod dokumenter opsøge og afskrive. Da han 1822 blev valgt til formand for "Det kongelige danske Selskab for Fædrelandets Historie", påskyndede han dets arbejder og fik i løbet af få år flere bind af dets skrifter udgivne. 1823 blev han chef for Det Kongelige Bibliotek, med Erich Christian Werlauff som bibliotekar; det fik i hans tid en meget betydelig udvidelse af sine lokaler, idet Kunstkammerets etage nu omdannedes til bogsal.
Det lykkedes dog aldrig Malling, om det ellers var hans ønske, at slippe bort fra statsstyrelsens mere materielle sider. Da kongen i december 1813 så sig om efter pålidelige rådgivere i den vanskelige politiske stilling, var Malling blandt dem, han henvendte sig til
som en slags udvidet Gehejmestatsråd, og han blev fra nu af direktør for Rigsbanken (til 1818). 1815 blev han 1. medlem af kommissionen til afvikling af pengeforholdet til Norge. Da denne endelig afsluttede sine forhandlinger (1820), syntes Malling at skulle komme til ro, men 9. januar 1824 udnævntes han ved Niels Rosenkrantz' død til Gehejmestatsminister. I denne stilling så vel som i universitets-direktionen og ved biblioteket forblev han til sin død.
Skønt Malling næppe var nogen egentlig fremragende personlighed, må han siges at indtage en betydelig plads i den danske embedsstand, særlig i tiden før 1800, ligesom han har indlagt sig varig berømmelse i den historiske litteratur. I hans embedsførelse fremhæves, ved siden af den store øvelse i at forme sine tanker klart og overbevisende, en ualmindelig evne til at lede en forhandling, mægle mellem modsætninger og vende alting til det gode. Som menneske roses han enstemmigt for sin vennesæle karakter, sin utrættelige hjælpsomhed og sit borgerlige sindelag.
Skønt han nåede de højeste ærestrin og udmærkelser i staten (Kommandør af Dannebrog 1809, Storkors 1811, Gehejmekonferensråd 1812, Ridder af Elefanten 1826), vedblev han at være en jævn og let tilgængelig mand; han var den første og ved siden af Anders Sandøe Ørsted den eneste, som i Enevældens tid blev medlem af Gehejmestatsrådet og Ridder af Elefanten uden at være af adel eller lade sig adle.
Ove Malling ægtede 1781 Christiane Beck (født 1761, død 1834), datter af forhenværende plantageejer Jens Michelsen Beck (1721-1791) og Louise Sophie, født Hagen (1737-1777). De havde 13 børn, af hvilke de ti nåede den voksne alder.
Begravet på Gentofte Kirkegård.